# Martosi református templom
Martos község református temploma 1899-ben épült neoklasszicista stílusban. A falu központjában áll, a Nyitra egykori medre mellett, mely ma tóvá szélesedik. A templom szomszédságában áll a lelkészlak, valamint a református egyház által működtetett alapiskola épülete.

## Leírása

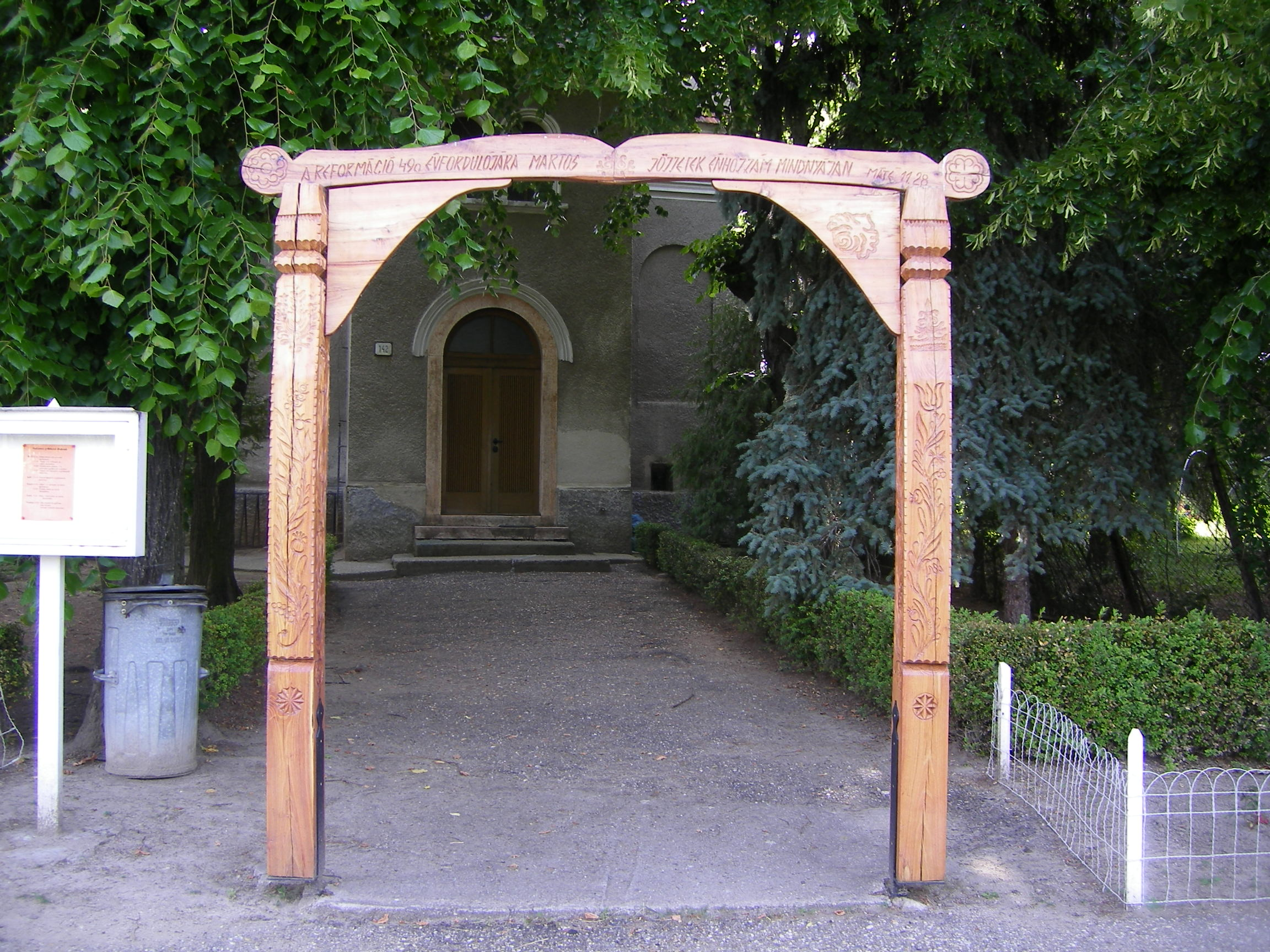
Emlékkapu a református templom előtt

A templom neoklasszicista stílusban épült, egyhajós, sima mennyezetű, ablakai félkörívesek. A karzatok a templom két végén helyezkednek el, középen a szószék. A torony a templom homlokzatához épült, négyszögletű, kiugró párkányzattal háromszor tagolt, toronycsúcsa hagymás-csúcsos újbarokk megoldású.
Az egyházközség tulajdonában számos muzeális értékű tárgy van:
- Egy kései gótikus stílusban készült, 22 cm magas aranyozott ezüstből készült 16. század eleji kehely.
- Kései barokk stílusú 24 cm magas kehely 1771-ből (aranyozott ezüst)
- Barokk stílusú cín kancsók (1732, 1739, 1766).

## Története

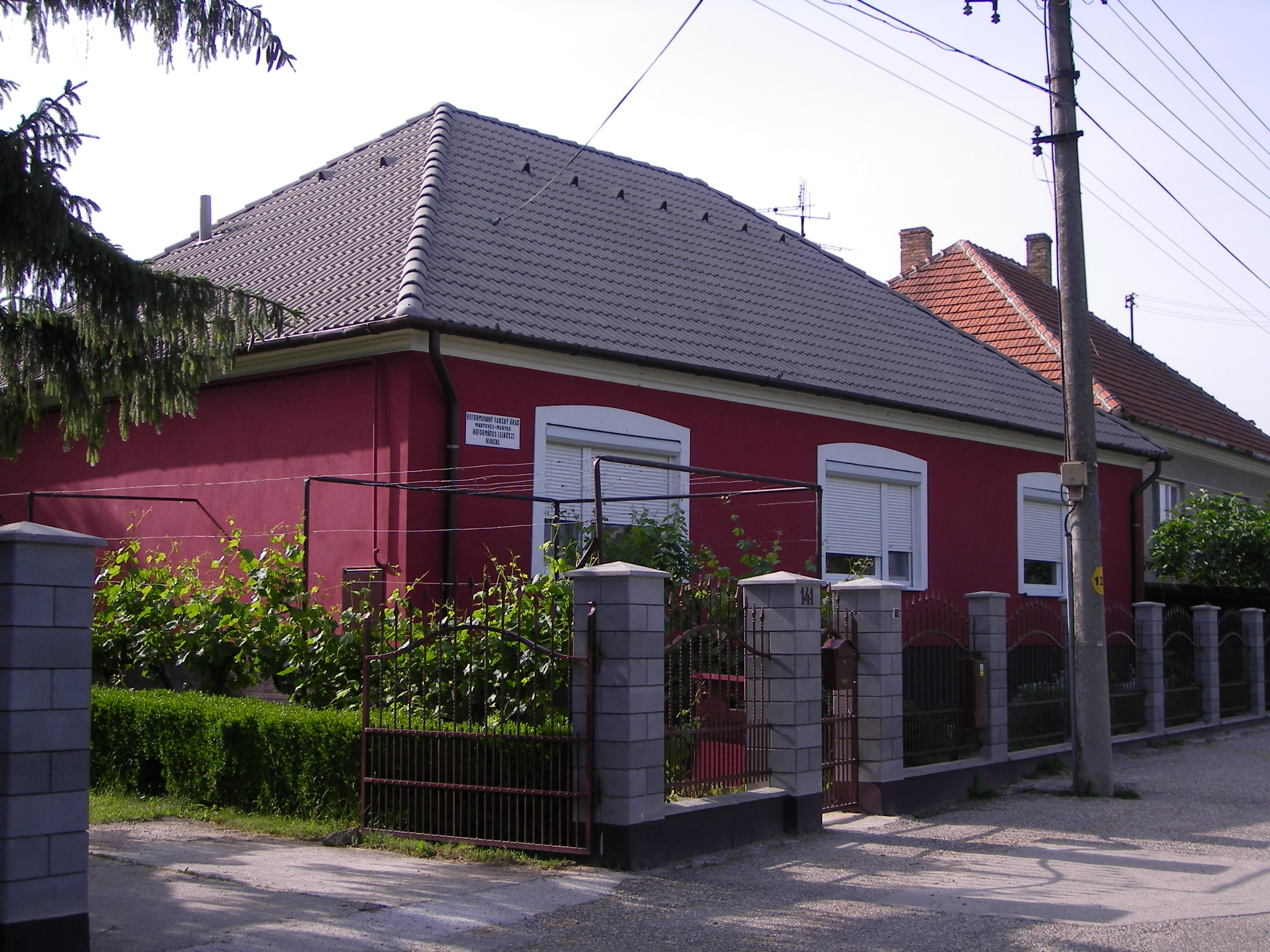
A református lelkészi hivatal épülete a templom mellett áll

A martosi református gyülekezet a 16. századtól kezdve templomot is, akárcsak lakóházat, bizonyára annyiszor épített, ahányszor elvitte az ár, vagy lerombolta az ellenség. Nagyobb református templomot részben egy régi templom alapjaira 1731-ben (más adatok szerint 1732-ben) építettek. Ez a templom sövényfalú és nádtetős volt. Harangot 1762-ben kapott a templom, amelyet Valcer Ferenc öntött, súlya pedig 526 font volt (238,6 kg).
1773-ban a gyülekezet új templomot épített kőfallal és nádtetővel, majd 1830-ban fazsindely kerül a tetőre és fatornyot is építettek a templomhoz. 1859-ben a faluban nagy tűzvész pusztított, amelynek áldozatul esett a templom és a parókia is, valamint a harangok is odavesztek. A gyülekezet azonban a következő évben helyreállította a templomot, a falát pedig egy öllel (kb. 2 méterrel) megemelték.
1898-ban Puskás Lajos lelkipásztorsága alatt ismét új templomot  építettek. Az építésre pályázatot hirdettek, melyre 6dta be építész a árajánlatát, s melyek közül Mikos Nándor ajánlatát fogadták el. Az anyagi fedezet előteremtését 16 éves kortól vagyoni és személyi alapon kivetették. A közös munkából ugyancsak ki kellett vennie mindenkinek a részét. Csak 3 ember tagadta meg a fuvart, amikor Komáromból kellett munkásokat hozni. Helyettük mást küldtek, ám a fuvardíjat nekik kellett megfizetni 8 napon belül végrehajtás terhe mellett. Az új templomot nagyobbrészt ismét a régi alapokra építették, de a torony és a templom egy része már új alapokra került. Ekkor új harangokat is kapott, melyek közül a legnagyobbat az első világháború idején beolvasztották. A templomot Antal Gábor püspök szentelte fel 1899. január 29-én, aki Konkoli Thege Béla egyházmegyei tanácsbíra kíséretében érkezett a gyülekezetbe. A templomavatási ünnepségen több illusztris vendég is részt vett, úgymint Feszty Árpád festőművész, Tuba János és Feszty Béla országgyűlési képviselő, Jávor Béla járási orvos, valamint a környék lelkészei, néhány mérnök és építész.
Ezt a templomot csaknem 100 év múltán a gyülekezet felújította, a torony is új, vörösréz tetőt kapott. De ezt a munkát már nem a gyülekezet egésze végezte- mint 100 évvel azelőtt – hanem csak egy töredéke.

## A martosi református gyülekezet története
A reformáció szelleme korán megérintette Martost is. Egyháztörténeti kútforrásokból tudjuk, hogy az 1561/62. évi canonica visitatio (egyházlátogatás) már Martoson és filiájában, Ímelyen sem talált a római egyházhoz hű lelkészt. Huszár Gál 2 éves komáromi eredményes működése pedig még jobban megerősítette ezen a vidéken a már gyökeret vert reformációt. A protestánsok helyzete csak 1584-ben fordult rosszabbra, amikor a komáromi várkapitány a katolikus Pálffy Miklós lett. Martos és a környékbeli községek lakosai mind Pálffyra panaszkodtak, aki jobban tönkretette őket, mint a török és német: elvette lovaikat, ökreiket, a lakosságot agyondolgoztatta és teljesen nyomorulttá tette. Ezekből az időkből kevés feljegyzés maradt fenn.
Bocskai István győzelmes szabadságharca kivívta ugyan a rég óhajtott vallásszabadságot, de mint másutt, itt sem sokáig örvendezhettek annak a reformátusok. 1608 után a református templomot is elfoglalták, s az elűzött lelkészt és tanítót Wolfgang érsekújvári katolikus lelkész útközben megtámadta és durván bántalmazta. Az 1647. évi országgyűlés határozata szerint Martoson is ki kellett volna jelölni a templom, a paplak és az iskola építésére alkalmas helyeket, de Szeghy János alispán ezt nem teljesítette. Ezek helyett inkább arra kényszerítették a község tiszta református lakosságát, hogy a római katolikus papot fizessék. A lelkipásztorától megfosztott gyülekezet azonban ellenállott minden erőszakos támadásnak és rekatolizációs törekvésnek. 1650-ben a falunak ismét volt saját lelkésze Újváry János személyében, 1654-ben pedig Szenczi András prédikátort találjuk itt. Az 1674. évi pozsonyi vésztörvényszék előtt az akkori lelkész, Komáromi Miklós is megjelent, további sorsáról azonban nem tudunk semmit.
Bár az ellenreformáció során számos gyülekezet elpusztult, a martosi azonban fennmaradt, sőt még leányegyháza, Ímely is önállósult néhány évre és saját lelkésze volt Mikolai István személyében.
1726-tól napjainkig a következő lelkipásztorok szolgáltak a gyülekezetben:
- 1726-ig Szent Simoni
- 1726-	Bányai Ferenc
- 1731-1743 Komáromi Mike István
- 1745-1758 Borsodi István
- 1758-1774 Borsodi Ádám
- 1774-1791 Horváth Ferenc
- 1791-1799 Vecsey Gábor
- 1799-1808 Csontos István
- 1808-1816 Nyikos Sándor
- 1816-1830 Borza Ferenc
- 1830-1831 Jókai Szivanyó József káplán
- 1831. Kelemen László káplán
- 1832-1858 Domján József
- 1855-1860 Szalay József káplán
- 1860-1889 Szalay József
- 1889-1890 Boross Kálmán segédlelkész
- 1890. Végh Béla segédlelkész
- 1891-1937 Puskás Lajos
- 1936-1937 Tóth Mihály segédlelkész
- 1937-1958 Vecsey Viktor
- 1958.	Mórocz Ernő segédlelkész
- 1958-1959 Mikó Jenő segédlelkész
- 1960-2000 Mórocz Ernő
- 2000- Dr.Szénási Szilárd, Dr.Szénási Lilla beosztott lelkész

## Lásd még
- Martos